# Creu de terme (Foixà)
La Creu de terme és una obra gòtica de Foixà (Baix Empordà) inclosa a l'Inventari del Patrimoni Arquitectònic de Catalunya.

## Descripció
Situada entre els nuclis que formen el poble de Foixà, prop del barri de la Vila, és un element de pedra, amb base esglaonada, peanya i fust de secció poligonal i coronament cilíndric amb figures en relleu, molt desgastades.

## Història
Va ser col·locada ja en època gòtica, com a record de la mort del rei Joan I, sobrevinguda l'any 1396, mentre caçava en aquella zona.
Va ser restaurada l'any 1955, segons la inscripció que hi figura.